# Volksislam
Als Volksislam bezeichnet man eine mit populären paganen Elementen vermischte Form des Islam vor allem bei nichtarabischen Völkern Afrikas und Asiens.
Volksglaube bzw. Volksfrömmigkeit, Heiligen- bzw. Reliquienverehrung (z. B. Hand der Fatima oder Barthaar Alis in der Blauen Moschee), vorislamischer Volksglaube (z. B. Geister) und Elemente des Animismus überlagern zum Teil die durch Koran und Sunna überlieferte Inhalte des Islam.
Sowohl für den afrikanischen Volksislam als auch für verschiedene Formen des asiatischen Volksislam sind der Sufismus charakteristisch, in Afrika spielen auch Marabouts eine Rolle.
Muslime, die einem streng an den islamischen Kerntraditionen orientierten Islam folgen, deuten den Volksislam als Schirk und lehnen ihn ab, als Reaktion sind neofundamentalistische Strömungen entstanden.